# 外交的保護権
外交的保護権（がいこうてきほごけん）とは、ある国家の国籍を有する私人が他国の国際違法行為によって損害を受けた場合に、国籍国が国際違法行為を行った国に対して国家責任を追及する国際法上の権限のことをいう。外交保護権とも。
また、外交的保護権を行使することを外交保護ということがある。

## 概要
外交的保護権は、国際慣習法によって認められている国際法上の国家の権限である。この行使によって、場合によっては国際裁判に訴え出ることもできる。
注意すべきは、この権限は国民の受けた損害を国家が代わって追及するのではなく、国家自身が受けた損害を自ら追及する権限ということである。すなわち、A国の国民XがB国によって違法な損害を受けた場合には、A国はB国によりXが違法に損害を受けたことで、A国はA国の有する自国民が他国において国際法に基づく適法な取扱いを受けることを要求する権利を侵害され、これによりA国自身が損害を被った、ということになる。そこで、A国は自らの受けた損害を回復するため、B国に外交的保護権の行使という形で国家責任を追及することができるのである。もっとも、A国の受けた損害はXの受けた損害と同等である、とみなされることが一般であるから、その意味でXの受けた損害は意味をもつ。
このような扱いとなっているのは、国際法の主体は（従来からの考えでは）国家のみであるという原則がある反面、国民の損害は回復される必要があるため、両要求を調和する形で認められたということによる。
なお、外交的保護権は上記のように国家自身の権限であるから、国民が損害を受けても責任を追及しなくてもよいし、損害を金銭により賠償を受けた場合にも損害を受けた国民に支払わなくてもよい。

## 要件

### 行使の要件
外交的保護権は、他国によって自国民が損害を受けた国家に認められる権利であるが、この「自国民」という点について特別な要件があり、これに反すると行使することができない。
国籍継続の原則
外交的保護権を行使するには、被害者である私人が損害を受けた時から外交的保護権を追及するまでの間、その私人は継続してひとつの国の国籍を有さなければならない、ということである。
この要件は、損害を受けた私人が回復をより確実にするために、損害を受けてから大国に国籍を変更することを防止するためにある。
真正結合の原則
また、国籍継続の原則には付随的な要件がある。それは、国籍国と国民の間には真正な結合がなければいけない、ということである。
国籍は国籍国が自由に決める基準で与えられるが、しかしその基準は他国に対し一定の対抗力がなければならず、便宜的に与えられた国籍の場合には外交的保護権の行使は認められない。国際司法裁判所が「ノッテボーム事件」で示した判決において、二重国籍者に対する理論を用いてはじめて認めた。
国内救済完了の原則
また、外交的保護権を行使するには、被害を受けた私人が、被害を与えた国の国内における司法的解決を尽くさなければならない、という要件がある。すなわち、A国の国民XがB国によって違法な損害を受けた場合には、まずXはB国内で国家賠償請求を行うなどB国司法に基づく救済を試みなければならず、この試みによる救済の可能性が尽きてはじめてA国が外交的保護権を行使しうる。例えば、損害を与えたのが日本であれば、最高裁判所まで争って棄却される、などが必要である。この点についてはインターハンデル事件判決他多数の裁判例がある。

#### 補足
なお、損害を受けた対象が法人・航空機・船舶の場合にも同様の基準がある。法人の場合には、所有者の国籍国にはよらず、設立準拠法国による（シシリー電子工業事件）。また、航空機・船舶の場合は登録国による。

### 認容の要件
なお、損害を与えた国が、違法な行為によって損害をあたえたのでなければならないことは当然である。